# Marlayne Sahupala
Marlayne Sahupala, nascuda Marleen van den Broek (Baarn, 1 de juliol del 1971), és una cantant i presentadora neerlandesa.
Va estudiar al conservatori de música i es va graduar cum laude. Va començar a utilitzar el seu nom d'artista Marlayne per a la seva carrera com a cantant. Va representar els Països Baixos al Festival de la Cançó d'Eurovisió 1999 amb la canço One Good Reason i va acabar en vuitè lloc.
Sahupala és presentadora a SBS6, on presenta el programa Hart van Nederland.
Marlayne Sahupala està casada amb Danny Sahupala i té una filla.